# Krønge
Krønge (i Middelalderen: Krøgingæ) er en gammel landsby, kendt allerede i 1200-tallet, beliggende lige syd for Maribosøerne på Lolland.
Krøngegården, tilhørende Dronning Margrethe I, var det lokale magtcenter. Senere blev godset Søholt oprettet. Jorder og gårde i Krønge blev underlagt Søholt. Landsbyen ligger i Lolland Kommune og hører til Region Sjælland.
I landsbyen findes Krønge Kirke.